# Miquel Bordoy Oliver
Miquel Bordoy Oliver (Felanitx, 23 juny de 1877 - 18 maig de 1953), fill Il·lustre de Felanitx (27/08/1972), fou un historiador i arqueòleg. Nasqué a Felanitx al carrer Quartera el dia 23 de juny de 1877 i morí el 18 de maig de 1953 a l'edat de 76 anys. Es dedicà a la investigació històrica. L'obra més important que va publicar va ser Història de la Ciutat de Felanitx (en tres volums) entre els anys 1919 - 1920. Publicà en el setmanari Felanitx petites biografies de professions que s'exercien a Felanitx (militars, metges, apotecaris, missers, etc.). A vegades signava amb el pseudònim Tácito articles de tipus històric. Ocupà el carrer d'arxivador municipal durant 22 anys quan era regidor de l'Ajuntament de Felanitx.
Dugué a terme excavacions arqueològiques a la comarca de Felanitx (sa Mola) i els objectes que va recuperar a les excavacions formà una petita col·lecció que es troba al Museu de la Fundació mossèn Cosme Bauçà. L'any 1960 l'Ajuntament li dedicà el carrer anomenat a les hores de la Torre.

## Monografies publicades
- Varones ilustres de Felanig y escritores felanigenses (1902 i 1908)
- Biografía del Excelentísimo Sr. Dr. Don Bartolomé Obrador y Obrador. Historia de la comunidat y Esglesia de Agustins de la ciutat de Felanig (1903)
- Vicissituds de la nostra agricultura, industria i comerç (1930)
- Historia del Santuario de Ntra. Sra. de S. Salvador de Felanitx (Mallorca) (1934)
- La Germania de Felanitx (Historia de una revolución) (1943)
- La catástrofe de Felanitx en 1844. La Encontrada (1944)
- Prehistoria y Protohistoria Felanigense (1945)
- Apellidos de Felantix. Notas breves (1948)
- Miscelánea felanigense. Hombres de antaño (1950)